# Желько Милинович
Желько Милинович (словен. Željko Milinovič, нар. 12 жовтня 1969, Любляна) — словенський футболіст, захисник.
Насамперед відомий виступами за клуб «Марибор», а також за національну збірну Словенії.
П'ятиразовий чемпіон Словенії. Володар Кубка Словенії. 

## Клубна кар'єра
У дорослому футболі дебютував у 1991 році виступами за команду клубу «Слован» (Любляна), в якій провів один сезон, взявши участь у 17 матчах чемпіонату. 
Згодом з 1992 до 1995 року грав у складі команд клубів «Олімпія» (Любляна) та «Любляна».
Своєю грою за останню команду привернув увагу представників тренерського штабу клубу «Марибор», до складу якого приєднався у 1995 році. Відіграв за команду з Марибора наступні три сезони своєї ігрової кар'єри. Більшість часу, проведеного у складі «Марибора», був гравцем основного складу захисту команди.
Протягом 1998—2006 років захищав кольори австрійських клубів ЛАСК (Лінц) та ГАК (Грац), а також японського «ДЖЕФ Юнайтед Ітіхара Тіба».
Завершив професійну ігрову кар'єру у клубі «Олімпія» (Любляна), у складі якого вже виступав раніше. Прийшов до команди 2006 року, захищав її кольори до припинення виступів на професійному рівні у 2007 році.

## Виступи за збірну
У 1997 році дебютував в офіційних матчах у складі національної збірної Словенії. Протягом кар'єри у національній команді, яка тривала 6 років, провів у формі головної команди країни 38 матчів, забивши 3 голи.
У складі збірної був учасником чемпіонату Європи 2000 року у Бельгії та Нідерландах, чемпіонату світу 2002 року в Японії і Південній Кореї.

## Титули і досягнення
- Чемпіон Словенії (5):

«Олімпія» (Любляна): 1991–92, 1992–93, 1993–94
«Марибор»: 1996–97, 1997–98
- Володар Кубка Словенії (2):

«Олімпія» (Любляна): 1992–93
«Марибор»: 1996–97